# Godeanu
Godeanu è un comune della Romania di 677 abitanti, ubicato nel distretto di Mehedinți, nella regione storica dell'Oltenia. 
Il comune è formato dall'unione di 4 villaggi: Godeanu, Marga, Păunești, Șiroca.